# برج معوضة
برج علي معوضة(ولد في 1 مارس 1983-) لاعب كرة قدم سعودي و يلعب في مركز الوسط.
لعب سابقاً لأندية الشباب ونادي الرائد ونادي الحزم ونادي الوطني ونادي الشعلة ونادي نجد ونادي الرياض ونادي السلمية ونادي طويق ونادي الأنوار ونادي ريال مدريد.

## روابط خارجية
- برج معوضة على موقع قاعدة بيانات كرة القدم.إي يو (الإنجليزية)
- برج معوضة على موقع Soccerway.com (الإنجليزية)
- برج معوضة على موقع كووورة